# PS (Zeitschrift)
Die Zeitschrift PS – vollständiger Name PS – Das Magazin für sportliche Motorradfahrer – ist eine Publikumszeitschrift für Motorradfahrer und erscheint monatlich im Verlag Motor Presse Stuttgart GmbH & Co. KG. Der Verlag bringt auch die Schwestermagazine Motorrad, Motorrad Classic und Fuel heraus. Chefredakteur für die gesamte Palette der Veröffentlichungen ist Michael Pfeiffer.

## Redaktionelle Aufmachung
Die Zeitschrift grenzt sich gegen das renommierte und nach eigenen Aussagen größte Magazin seiner Art in Europa für diese Zielgruppe, MOTORRAD (Eigenschreibweise), dadurch ab, dass es seinen Fokus auf sportliche Motorräder legt. Tests und Technik von Sportmotorrädern sowie leistungsstarken Naked Bikes stehen dabei im Zentrum der Berichterstattung. Ergänzt werden diese Beiträge durch Artikel zu den Themen Tuning und Zubehör und die Berichterstattung über den Rennsport mit Schwerpunkt Straßenrennen. Dabei hebt sich auch die Textsprache von der meist eher sachlich objektiven des Schwestermagazins ab. In der Eigendarstellung beschreibt sich PS als ...das Magazin, das den schnellen Fahrern alle wichtigen sportlichen Aspekte des kompromisslosen Motorradfahrens bietet.
Neben dem Text hebt sich die PS auch in der Bildsprache sowie dem Layout von der als seriös geltenden MOTORRAD ab. Überschriften und Texte kommen oft knallig, bunt und plakativ in der Manier des Boulevard daher. Auch die Fotostrecken unterstreichen diesen Charakter.

## PS-Leserwahl
Seit 1991 stimmen die Leser der Zeitschrift über die besten Sportmotorräder ab. In acht Kategorien werden die aus Lesersicht besten Motorräder sowohl per Online-Abstimmung als auch per Postkarte gewählt. Seit einigen Jahren wird die Wahl noch um die Abstimmung über die besten Marken („Brands“) im Bereich Zubehör und Motorradbekleidung ergänzt. 2017 beteiligten sich 16.512 Leser an der Wahl. Die Kategorien sind aktuell die folgenden:
- Enduro/Supermoto (2018 Ducati Hypermotard 939/SP)
- Adventure Sport (2018 Honda CRF 1000 L Africa Twin)
- 125er (2018 KTM 125 Duke)
- Crossover (2018 BMW S 1000 XR)
- Sportliche Allrounder (2018 Ducati SuperSport/S)
- Naked Bike (2018 Aprilia Tuono V4 1100 RR)
- Sportler bis 990 cm³ (2018 Ducati 959 Panigale)
- Sportler über 990 cm³ (2018 Ducati Panigale V4 S)

Das Schwestermagazin MOTORRAD lässt seine Leser ebenfalls jährlich abstimmen. Die Wahl zum Motorrad des Jahres ist jedoch breiter angelegt und umfasst auch Kategorien außerhalb des Sportsegments wie etwa Motorroller.